# White Rabbit
White Rabbit är en psykedelisk rocklåt av Jefferson Airplane som lanserades 1967. Låten är skriven av Grace Slick som också sjunger den på gruppens inspelning. Den härstammar från Slicks tidigare grupp The Great Society och skrevs tidigt 1966. Den är med på Jefferson Airplanes album Surrealistic Pillow och släpptes som singel i juni 1967. Tillsammans med "Somebody to Love" tillhör den gruppens kändaste låtar. Den är listad som #483 i magasinet Rolling Stones lista The 500 Greatest Songs of All Time. Den finns även med på Rock and Roll Hall of Fames lista över "500 låtar som skapade rock'n'roll".
Låttiteln kommer från den vita kaninen i Alice i Underlandet och i låten nämns även ett flertal andra figurer från boken. Musikaliskt är låten uppbyggd i ett slags marchtempo, liknande Maurice Ravels "Boléro". Den ökar hela tiden i intensitet för att avslutas med ett crescendo. Texten refererar ganska tydligt till brukande av hallucigena droger med textrader som "One pill makes you larger and one pill makes you small" ("ett piller gör dig större och ett gör dig mindre").
Låten spelas i en prominent scen i filmen Fear and Loathing in Las Vegas då Dr. Gonzo, en av filmens huvudkaraktärer, lyssnar på den drogpåverkad i ett badkar.

## Listplaceringar
- Billboard Hot 100, USA: #8[2]
- RPM, Kanada: #1[3]